# Roland Lefèvre (football)
Pour les articles homonymes, voir Roland Lefèvre et Lefèvre.
Roland Lefèvre est un footballeur puis entraîneur français, né le 28 octobre 1914 dans le 14e arrondissement de Paris et mort le 22 janvier 1965 à Saint-Quentin.

## Biographie
Il joue la majorité de sa carrière sous les couleurs du Cercle athlétique de Paris, qu'il entraîne d'ailleurs en fin de carrière.
Il évolue aussi dans l'Équipe fédérale Paris-Île-de-France et au Stade français.
Il meurt alors qu'il entraîne l'Olympique Saint-Quentin en 1965.